# Долнокаласларска костница
Долнокарасларската костница (на македонска литературна норма: Долнокарасларска костурница) е православен параклис край село Долно Каласлари, централната част на Северна Македония. Част е от Повардарската епархия на Македонската православна църква.

## Местоположение
Костницата е разположена на сръбското гробище, източно от велешкото село Долно Каласлари.

## История
Построена е за костите на 1800 сръбски войници, загинали във войните от 1912 до 1918 година. 1500 от тях умират тук в 1913 година от холера. Инициативата за изграждане на гробница за загиналите войници е на комитет начело с Никола Йовичевич. Проектът в сръбски национален стил е на Владимир Девич. Гробницата е осветена от митрополит Варнава Скопски през септември 1929 година. В същия ден е осветен и паметник на загиналите мюсюлмански френски войници, на гробището им при селската джамия. Гробницата е санирана в 1975 година. В 2012 година е поставена плоча с надпис:
| „ | Путниче, када дођеш у Македонију кажи јој да смо пали за њену слободу. Пътниче, когато дойдеш в Македония, кажи ѝ, че сме паднали за нейната свобода. | “ |